# Литовский военный флот (1935—1940)
Литовский военный флот — один из трёх родов войск вооружённых сил Литовской Республики, существовавший в период с 1935 по 1940 год.

## История
ВМС Литовской Республики как род сил были образованы 1 августа 1935 года, когда единственный имеющийся у Литвы военный корабль «Президентас Смятона» (лит. Prezidentas Smetona, ранее бывший немецкий тральщик M-59) был передан из Пограничной полиции в подчинение Министерства охраны края Литвы. Этот корабль так и остался единственным литовским военным кораблём.
В 1939 году Германия, под угрозой применения силы, вернула в свой состав Клайпедский край. В 1940 году Литовская Республика была включена в состав СССР.
15 (по другим данным 22) июня 1940 года «Президентас Смятона» был переименован в «Пирмунас» (с лит. — «отличник»), затем включён в состав морской пограничной охраны НКВД под названием «Коралл».
22 июня 1941 года «Пирмунас» вошёл в оперативное подчинение Балтийского флота ВМФ СССР.  Корабль погиб 11 января 1945 года у острова Аэгна (имеются версии о подрыве на мине или о торпедировании немецкой подводной лодкой U-745).

## Состав
| Тип                                     | Бортовой номер  | Наименование                                    | В составе флота       | Судьба                                                            |                 |
| Учебные корабли                         | Учебные корабли | Учебные корабли                                 | Учебные корабли       | Учебные корабли                                                   | Учебные корабли |
| --------------------------------------- | --------------- | ----------------------------------------------- | --------------------- | ----------------------------------------------------------------- | --------------- |
| минный тральщик типа Minensuchboot 1916 | нет             | LKL «Прязидянтас Смятона» «Prezidentas Smetona» | с 1 августа 1935 года | вошёл в состав ВМФ СССР погиб 11 января 1945 года у острова Аэгна |                 |